# Емори (Тексас)
Емори (енгл. Emory) град је у америчкој савезној држави Тексас. По попису становништва из 2010. у њему је живело 1.239 становника.

## Демографија
Према попису становништва из 2010. у граду је живело 1.239 становника, што је 218 (21,4%) становника више него 2000. године.
| Група             | 2000.       | 2010.         |
| Белци             | 919 (90,0%) | 1.042 (84,1%) |
| Афроамериканци    | 56 (5,5%)   | 43 (3,5%)     |
| Азијати           | 3 (0,3%)    | 10 (0,8%)     |
| Хиспаноамериканци | 30 (2,9%)   | 112 (9,0%)    |
| Укупно            | 1.021       | 1.239         |